# Ga Chùa Hà
Ga Chùa Hà là một trong những nhà ga tàu điện của Tuyến số 3: Nhổn – Ga Hà Nội, nằm trên đường Cầu Giấy phường Dịch Vọng, quận Cầu Giấy, Hà Nội.

## Lịch sử
- 8 tháng 8 năm 2024: Vận hành đoạn trên cao Tuyến số 3: Nhổn – Ga Hà Nội đoạn từ Ga Nhổn ~ Ga Cầu Giấy[2]

## Cấu trúc

### Bố trí ga

#### Tuyến 3
| 2F Tầng ke ga                   | Ke ga bên, cửa sẽ mở ở bên phải                  | Ke ga bên, cửa sẽ mở ở bên phải                                         |
| Ke ga 2                         | ← T3 Tuyến 3 đi Đại học Quốc gia (Hướng đi Nhổn) |                                                                         |
| Ke ga 1                         | T3 Tuyến 3 đi Cầu Giấy (Hướng đi Hà Nội) →       |                                                                         |
| Ke ga bên, cửa sẽ mở ở bên phải |                                                  |                                                                         |
| 1F Tầng trung chuyển            | Tầng 1                                           | Khu bán vé, khu thương mại, khu kỹ thuật, lối lên xuống và cổng soát vé |
| G                               | Mặt đất                                          | Lối lên xuống                                                           |

## Xung quanh nhà ga
- Kho Bạc Nhà Nước quận Cầu Giấy
- Trung tâm thường mại Discovery Complex
- Lotte Mart chi nhánh Discovery Complex
- Phố Chùa Hà - quận Cầu Giấy
- Tòa nhà FLC Twin Towers Cầu Giấy
- UBND phường Dịch Vọng
- Chùa Hà
- Trống Đồng Palace
- Nhà thi đấu Cầu Giấy
- Nhà Văn hóa quận Cầu Giấy
- Thư Viện Cầu Giấy
- Chi cục thuế quận Cầu Giấy
- Trường THCS Dịch Vọng
- Trường Tiểu học Dịch Vọng B
- Công an phường Dịch Vọng

### Hệ thống xe buýt
| Tuyến xe buýt                                           | Lộ trình |
| Ga Chùa Hà (250-252 Cầu Giấy)                           | Ga Chùa Hà (250-252 Cầu Giấy)                                                                                                |
| ------------------------------------------------------- | --- |
| 09B(Bờ Hồ - Bến xe Mỹ Đình)                             | Bờ Hồ - ... - Ga Chùa Hà -... - Bến xe Mỹ Đình                                                                               |
| 09BCT(Trần Khánh Dư - Bến xe Mỹ Đình)                   | Trần Khánh Dư - ... - Ga Chùa Hà -... - Bến xe Mỹ Đình                                                                       |
| 16(Bến xe Nước Ngầm - Bến xe Mỹ Đình)                   | Bến xe Nước Ngầm - ... - Ga Chùa Hà - ... - Bến xe Mỹ Đình                                                                   |
| 20A(Cầu Giấy - Bến xe Sơn Tây)                          | Cầu Giấy - ... - Ga Chùa Hà - ... - Bến xe Sơn Tây                                                                           |
| 26(Mai Động - Sân vận động Quốc gia)                    | Mai Động - ... - Ga Chùa Hà - ... - Sân vận động Quốc gia                                                                    |
| 27(Bến xe Yên Nghĩa - Bến xe Nam Thăng Long)            | Bến xe Yên Nghĩa - ... - Ga Chùa Hà -... - Bến xe Nam Thăng Long                                                             |
| 28(Bến xe Nước ngầm - Đại học Mỏ)                       | Bến xe Nước ngầm - ... - Ga Chùa Hà - ... - Đại học Mỏ                                                                       |
| 32(Bến xe Giáp Bát - Nhổn)                              | Bến xe Giáp Bát - ... - Ga Chùa Hà - ... - Nhổn                                                                              |
| 34(Trung tâm Hành chính Huyện Gia Lâm - Bến xe Mỹ Đình) | Trung tâm Hành chính Huyện Gia Lâm - ... - Ga Chùa Hà - ... - Bến xe Mỹ Đình                                                 |
| 49(Trần Khánh Dư - Nhổn)                                | Trần Khánh Dư - ... - Cầu Giấy - ... - Ga Chùa Hà - ... - Nhổn                                                               |
| E05(Long Biên - Khu đô thị Vinhomes Smart City)         | Long Biên - ... - Cầu Giấy - ... - Ga Chùa Hà - ... - Khu đô thị Vinhomes Smart City                                         |
| Ga Chùa Hà (Đối Diện Tòa Nhà Discovery Complex)         | |
| 07(Nội Bài - Cầu Giấy)                                  | Nội Bài - Võ Văn Kiệt - Phạm Văn Đồng - Hoàng Quốc Việt - Nguyễn Văn Huyên - Nguyễn Khánh Toàn - Ga Chùa Hà - ... - Cầu Giấy |
| 09B(Bến xe Mỹ Đình - Bờ Hồ)                             | Bến xe Mỹ Đình - ... - Ga Chùa Hà -... - Bờ Hồ                                                                               |
| 09BCT(Bến xe Mỹ Đình - Trần Khánh Dư)                   | Bến xe Mỹ Đình - ... - Ga Chùa Hà -... - Trần Khánh Dư                                                                       |
| 16(Bến xe Mỹ Đình - Bến xe Nước Ngầm)                   | Bến xe Mỹ Đình - ... - Ga Chùa Hà - ... - Bến xe Nước Ngầm                                                                   |
| 20A(Bến xe Sơn Tây - Cầu Giấy)                          | Bến xe Sơn Tây - ... - Ga Chùa Hà - ... - Cầu Giấy                                                                           |
| 26(Sân vận động Quốc gia - Mai Động)                    | Sân vận động Quốc gia - ... - Ga Chùa Hà - ... - Mai Động                                                                    |
| 27(Bến xe Nam Thăng Long - Bến xe Yên Nghĩa)            | Bến xe Nam Thăng Long - ... - Ga Chùa Hà -... - Bến xe Yên Nghĩa                                                             |
| 28(Đại học Mỏ - Bến xe Nước ngầm)                       | Đại học Mỏ - ... - Ga Chùa Hà - ... - Cầu Giấy - ... - Bến xe Nước ngầm                                                      |
| 32(Nhổn - Bến xe Giáp Bát)                              | Nhổn - ... - Ga Chùa Hà - ... - Cầu Giấy - ... - Bến xe Giáp Bát                                                             |
| 34(Bến xe Mỹ Đình - Trung tâm hành chính huyện Gia Lâm) | Bến xe Mỹ Đình - ... - Ga Chùa Hà - ... - Trung tâm Hành chính Huyện Gia Lâm                                                 |
| 49(Nhổn - Trần Khánh Dư)                                | Nhổn - ... - Ga Chùa Hà -... - Cầu Giấy - ... - Trần Khánh Dư                                                                |
| E05(Khu đô thị Vinhomes Smart City - Long Biên)         | Khu đô thị Vinhomes Smart City - ... - Ga Chùa Hà - ... - Cầu Giấy - ... - Long Biên                                         |

## Hình ảnh

Nơi chờ tàu của ga Chùa Hà

Tầng bán vé của ga Chùa Hà

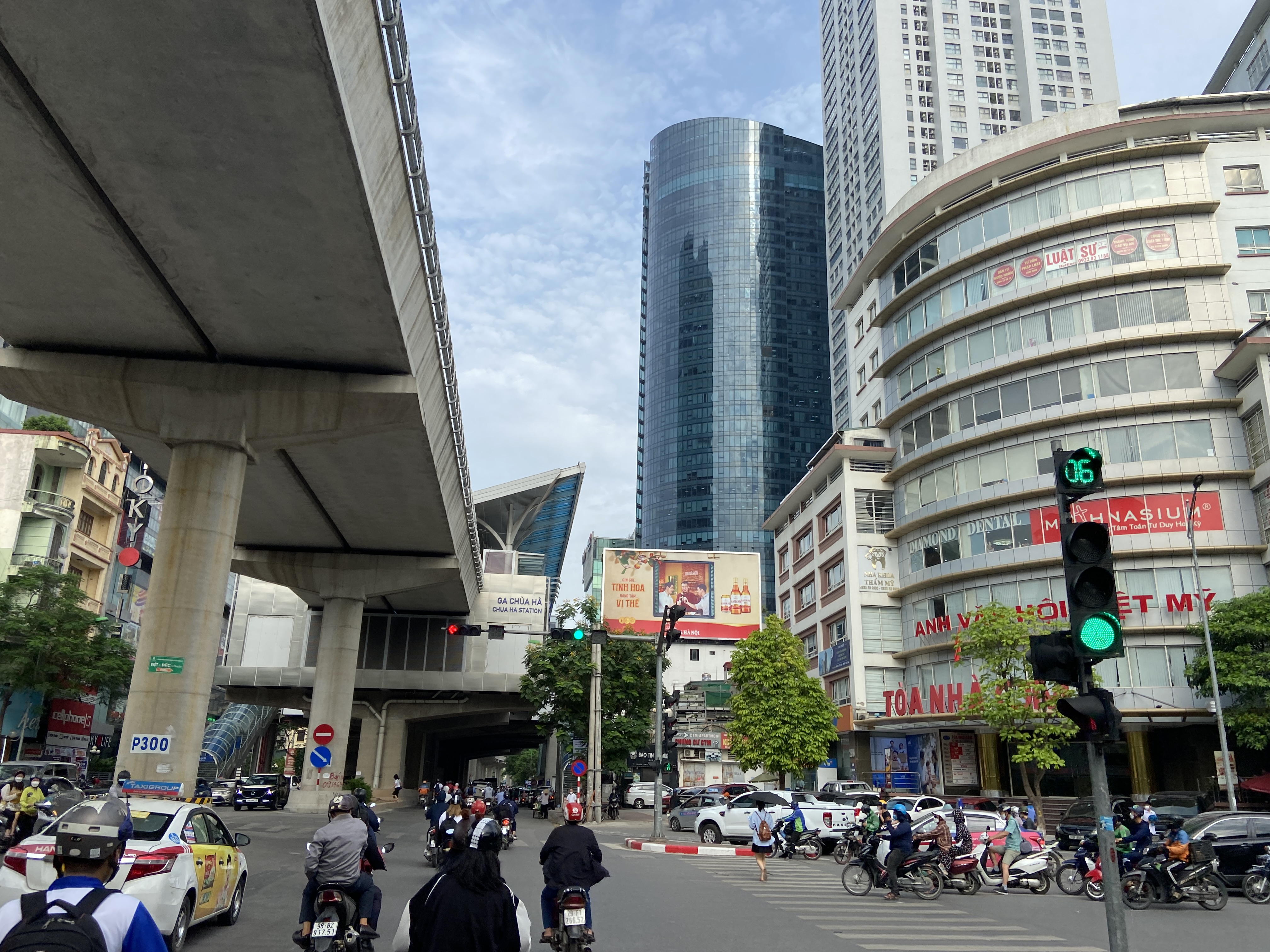
Ga Chùa Hà 1
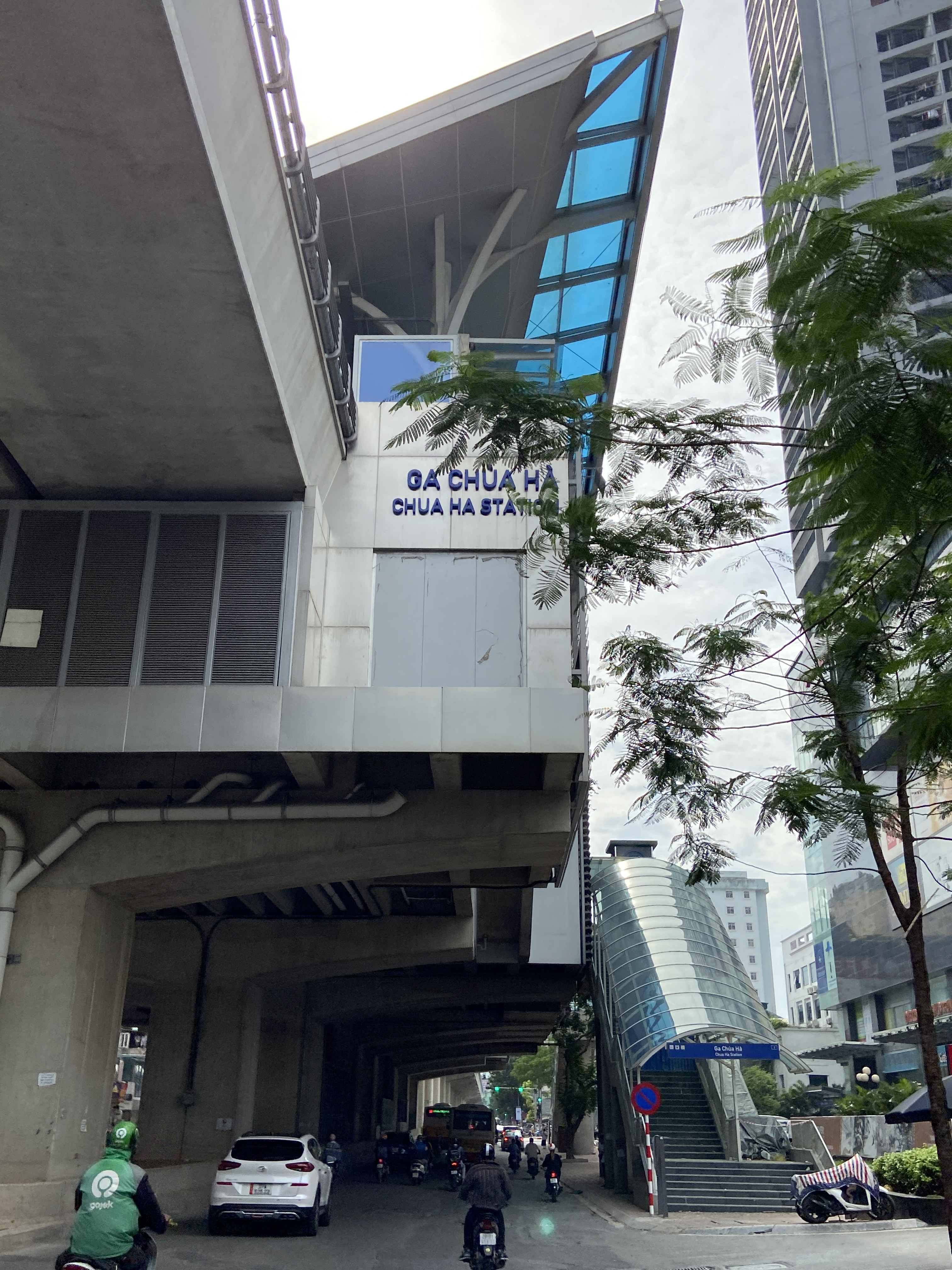
Ga Chùa Hà 2
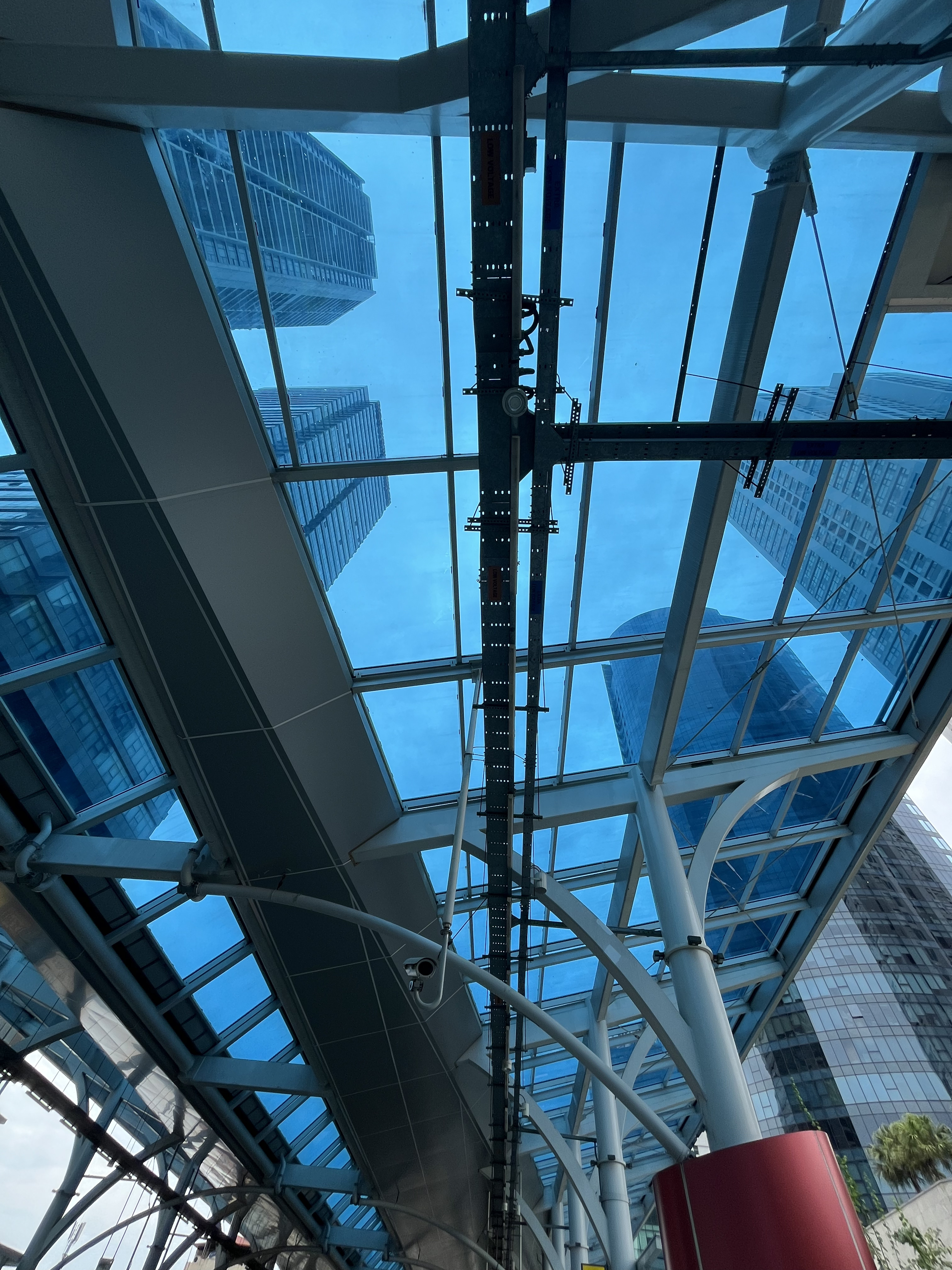
Mái kính của ga Chùa Hà
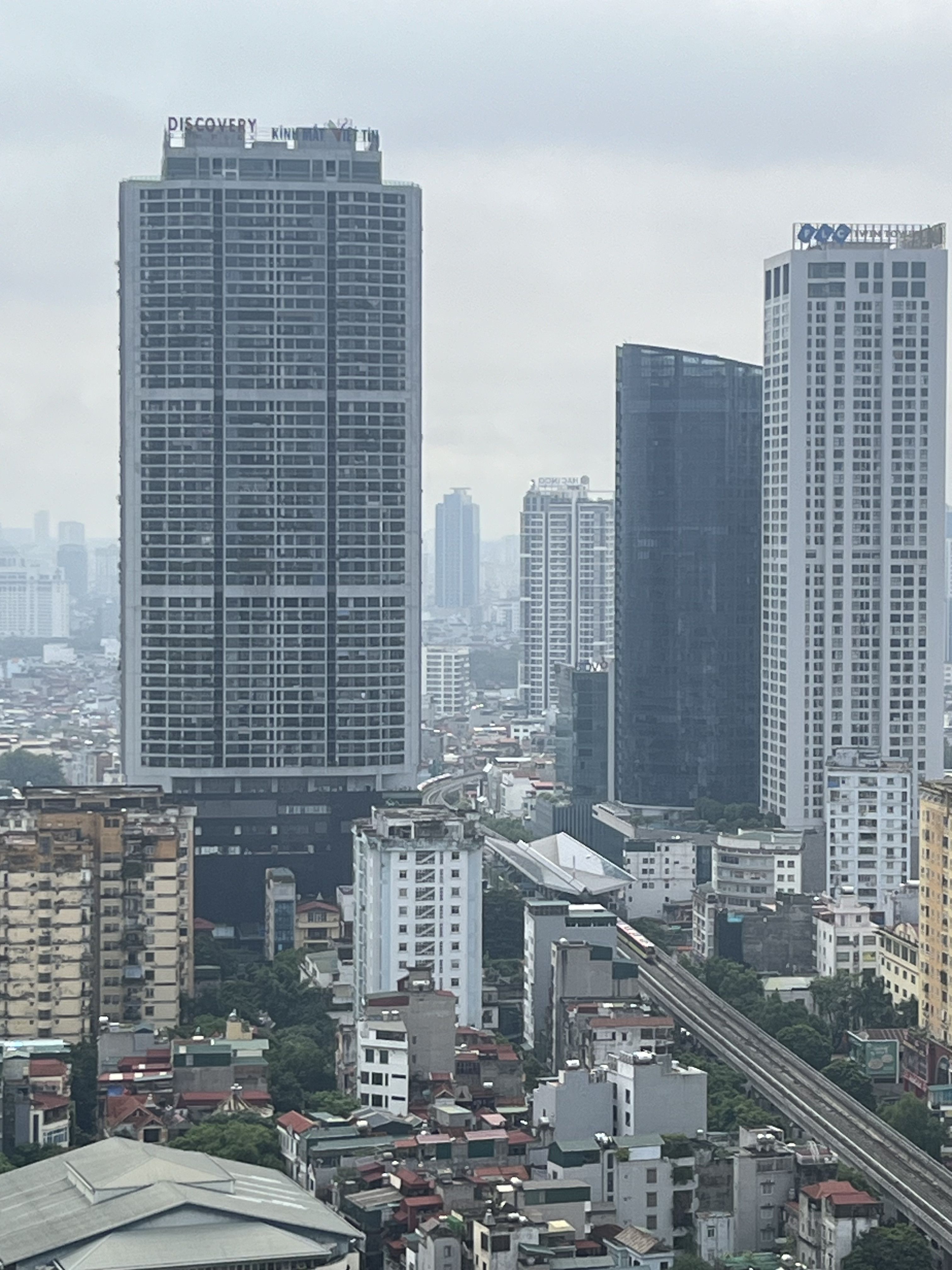
Ga Chùa Hà nhìn từ xa